# Ласло Лукач
Ласло Лукач (Нови Сад, 1952) бивши је југословенски и српски одбојкаш, репрезентативац Југославије.

## Спортска биографија
У каријери је играо за ОК Босну из Сарајева. У иностранству је играо у Белгији.
Наступао је за сениорску одбојкашку репрезентацију Југославије. Освојио је златне медаље на Медитеранским играма у Измиру 1971. године и 1975. у Алжиру. Освајач је бронзане медаље на Европском првенству 1975. године у Београду.
Након играчке каријере бавио се тренерским послом. Био је тренер ЖОК Црвена звезда. Једно време је успешно обављао функцију тим менаџера одбојкашке репрезентације Србије.

## Успеси
Југославија
- Бронза на Европском првенству 1975. Југославија.
- Злато на Медитеранским играма у Измиру 1971.
- Злато на Медитеранским играма у Алжиру 1975.